# Plutodes connexa
Plutodes connexa är en fjärilsart som beskrevs av W. Warren 1906. Plutodes connexa ingår i släktet Plutodes och familjen mätare. Inga underarter finns listade i Catalogue of Life.